# يوري شفيتس
يوري شفيتس (مواليد سنة 1952، جمهورية أوكرانيا الاشتراكية السوفيتية) (بالروسية: Юрий Борисович Швец)‏, (بالأوكرانية: Юрій Борисович Швець)‏ هو رائد سابق في لجنة أمن الدولة (الاتحاد السوفيتي) خلال السنوات 1980-1990.
تخرج في القانون الدولي من الجامعة الروسية لصداقة الشعوب في روسيا. تخرج أيضا من معهد الاستخبارات الأجنبية، حيث كان يدرس مع فلاديمير بوتين.

## روابط خارجية
- Booknotes interview with Shvets on Washington Station: My Life as a KGB Spy in America, 18 June 1995.
- http://gordonua.com/news/politics/Analitik-iz-SSHA-Esli-ment-so-srednim-obrazovaniem-stal-ministrom-oborony-Ukrainy-to-nachalnik-Genshtaba-dolzhen-byt-iz-kulinarnogo-tehnikuma-78195.html